# Кузькин, Виктор Григорьевич
Ви́ктор Григо́рьевич Ку́зькин (6 июля 1940, Москва, РСФСР, СССР — 24 июня 2008, Сочи, Россия) — советский хоккеист, защитник ЦСКА, заслуженный мастер спорта СССР (1967).

## Биография
Отец — Григорий Яковлевич — ушёл на фронт, едва началась война, погиб 7 июля 1942 года. Детство прошло в обычном московском дворе на задворках Боткинской больницы, где его мать — Мария Афанасьевна (1910 г. р.) — работала санитаркой. Рядом с больничными корпусами была оборудована футбольная площадка, которую зимой заливали водой и где постоянно играли в футбол или русский хоккей. Кроме того, в детстве занимался несколькими видами спорта — от коньков до волейбола и бокса.
Первые свои матчи Кузькин сыграл на стадионе Юных пионеров, куда в 1953 году его привёл один из приятелей. После призыва в армию Кузькин попал в спортивную роту ЦСКА. Вскоре был зачислен в юношескую хоккейную команду ЦСКА, откуда спустя некоторое время перешёл в главную команду — ЦСК МО. В юношеских командах начинал как нападающий, во взрослой, по предложению Тарасова, стал защитником.
Всю игровую карьеру провёл в составе ЦСКА — 1958—1976 гг. Рекордсмен страны по количеству выигранных чемпионских титулов в первенствах СССР — 13 раз (совладелец рекорда — Владислав Третьяк). В сборной СССР долгое время был капитаном. Был одним из самых корректных защитников своего времени.
Входил в список лучших хоккеистов СССР в 1964 году.
В 36 лет Кузькин закончил карьеру хоккеиста и по просьбе старшего тренера ЦСКА Константина Локтева стал работать его помощником. Тренер ЦСКА в 1976—1988 и в 1991—1999 годах.
В 1988—1991 годах — тренер-консультант (вместе с Сергеем Шепелевым) в японском клубе «Джуджо Сэйси» (город Кусира). Два сезона подряд завоевывали бронзу на чемпионате Японии по хоккею.
В 1999 году ушёл из ЦСКА по собственному желанию и почти год проработал тренером-консультантом в ЦСК ВВС (Самара).
С 2000 года по инициативе Виктора Кузькина был создан Фонд поддержки и развития любительского хоккея, который носит его имя.
Окончил Московский областной педагогический институт (1969), тренер. Подполковник в отставке.
Награждён двумя орденами «Знак Почёта» (30.03.1965, 03.03.1972) и орденом Почёта (20.12.1996). В связи с 50-летием российского хоккея отмечен специальным призом Федерации хоккея России в числе шести лучших защитников страны за всю историю.
В 2004 году избран в Зал славы отечественного хоккея. В 2005 году введён в Зал славы Международной федерации хоккея (IIHF).
Последние годы ежегодно занимался в Сочи дайвингом. Отдыхая в сочинском военном санатории имени Яна Фабрициуса на берегу Чёрного моря, он решил в очередной раз погрузиться на морское дно с аквалангом. Во время одного из погружений у Кузькина не выдержало сердце.

Могила В. Кузькина

Похоронен на Ваганьковском кладбище (58 участок).

## Достижения
- Олимпийский чемпион — 1964, 1968, 1972
- Чемпион мира — 1963-69, 1971. Серебряный призёр ЧМ 1972. На ЧМ и ЗОИ — 70 матчей, 12 голов.
- Чемпион СССР — 1959-61, 1963-66, 1968, 1970-73, 1975. Второй призёр 1967, 1969, 1974, 1976; третий призёр 1962. В чемпионатах СССР — 530 матчей, 71 гол.
- Обладатель Кубка СССР — 1961, 1966-69, 1973. Финалист розыгрыша Кубка СССР 1976.
- Обладатель Кубка европейских чемпионов 1969—1974 годов (3 гола).